# Центр космічних польотів імені Маршалла
Центр космічних польотів імені Джорджа К. Маршалла (MSFC), розташований у Редстоун Арсеналі, штат Алабама (поштова адреса в Хантсвіллі), є державним урядовим дослідницьким центром ракетобудування та космічних кораблів. Як найбільший центр NASA, перша місія MSFC полягала в розробці ракет-носіїв Сатурн для програми Аполлон. Маршалл був провідним центром для основного двигуна та зовнішнього бака космічного човника; корисне навантаження та відповідне навчання екіпажу; Проєктування та монтаж Міжнародної космічної станції (МКС); комп'ютери, мережі та управління інформацією; і система космічного запуску (SLS). Розташований на арсеналі Редстоун біля Хантсвілла, MSFC названий на честь генерала армії Джорджа С. Маршалла.
Центр містить Хантсвілльський центр підтримки операцій (HOSC), також відомий як Центр операцій з корисним навантаженням Міжнародної космічної станції. Цей об’єкт підтримує запуск МКС, корисне навантаження та експерименти в Космічному центрі Кеннеді. HOSC також відстежує запуски ракет зі станції космічних сил на мисі Канаверал, коли на борту знаходиться корисний вантаж Центру Маршалла.

## Історія
MSFC був провідним центром NASA з розробки ракетних силових систем і технологій. У 1960-х роках діяльність була в основному присвячена програмі «Аполлон» із сімейством ракет-носіїв «Сатурн», розроблених і випробуваних у MSFC. MSFC також відігравав важливу роль у діяльності після Аполлона, включаючи Скайлаб, Спейс Шаттл та Спейслеб та інші експериментальні заходи, які використовували вантажний відсік Шаттлу.

### Основні роботи
Після закінчення Другої світової війни в Німеччині в травні 1945 року США розпочали операцію «Скріпка», щоб зібрати низку вчених та інженерів, які були в центрі передових військових технологій нацистської Німеччини. У серпні 1945 року 127 ракетних фахівців на чолі з Вернером фон Брауном підписали робочі контракти з Корпусом армії США. Більшість із них працювали над розробкою ракети Фау-2 під керівництвом фон Брауна в Пенемюнде. Фахівців з ракет було відправлено до Форт-Блісс, штат Техас, і вони приєдналися до новоствореного відділу досліджень і розробок армії (Rocket). 
Протягом наступних п'яти років фон Браун і німецькі вчені та інженери в основному займалися адаптацією та вдосконаленням ракети Фау-2 для застосування в США. Випробування проводилися на сусідньому полігоні Ракетному полігоні «Вайт Сендс». Фон Брауну було дозволено використовувати ракету WAC Corporal як другий ступінь для V-2; комбінація під назвою Бампер досягла рекордних 400 км висоти.
Під час Другої світової війни виробництво та зберігання боєприпасів здійснювалося на трьох арсеналах поблизу Хантсвілла, штат Алабама. Після війни їх закрили, а три зони об’єднали, щоб створити Редстоун-Арсенал. У 1949 році міністр армії США схвалив перенесення ракетних досліджень і розробок із форту Блісс до нового центру в Редстоунському арсеналі. Починаючи з квітня 1950 року в передачі було задіяно близько 1000 осіб, у тому числі група фон Брауна. У цей час було додано відповідальність за дослідження та розробки керованих ракет, і почалися дослідження керованої ракети середньої дальності, яка згодом стала PGM-11 Redstone.

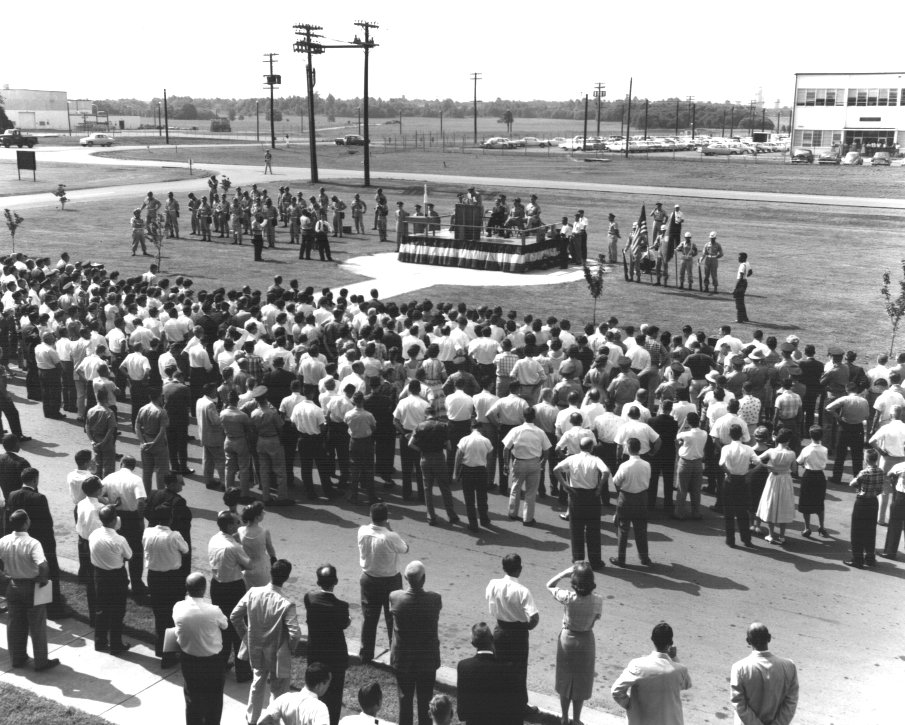
Церемонія передачі від армії NASA 1 липня 1960 року

### 1960-1970 – початкові десятиліття

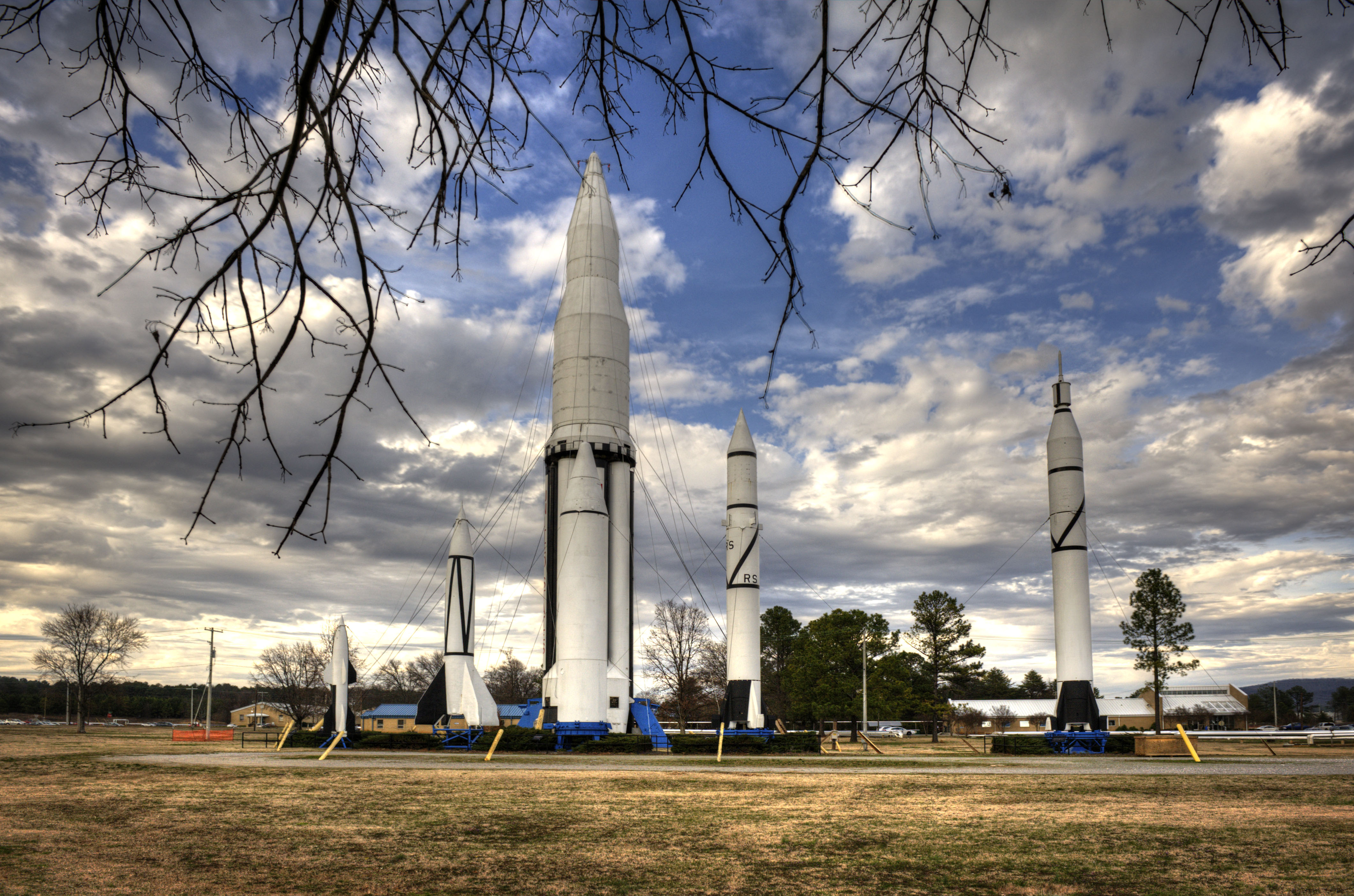
Ракети, розроблені в MSFC і ABMA до цього, демонструються в MSFC.

Спочатку інженери з Хантсвілла вирушили до Флориди, щоб провести запуски на станції ВПС на мисі Канаверал. Перший пусковий комплекс NASA (Спусковий комплекс 39) був спроєктований і експлуатований MSFC, а потім 1 липня 1962 року загальний об'єкт отримав рівний статус з іншими центрами NASA і був названий Центром пускових операцій, пізніше перейменованим на Космічний центр Кеннеді (KSC).
У рамках супутникової програми Pegasus другий ступінь Saturn I був оснащений приладами для вивчення частоти та глибини проникнення мікрометеороїдів. Дві великі панелі були складені в порожню сцену і розгорнуті на орбіті, представляючи 2300 футів2 (210 м2) приладової поверхні. Протягом 1965 року було запущено три супутники Pegasus, кожен з яких залишався на орбіті від 3 до 13 років.

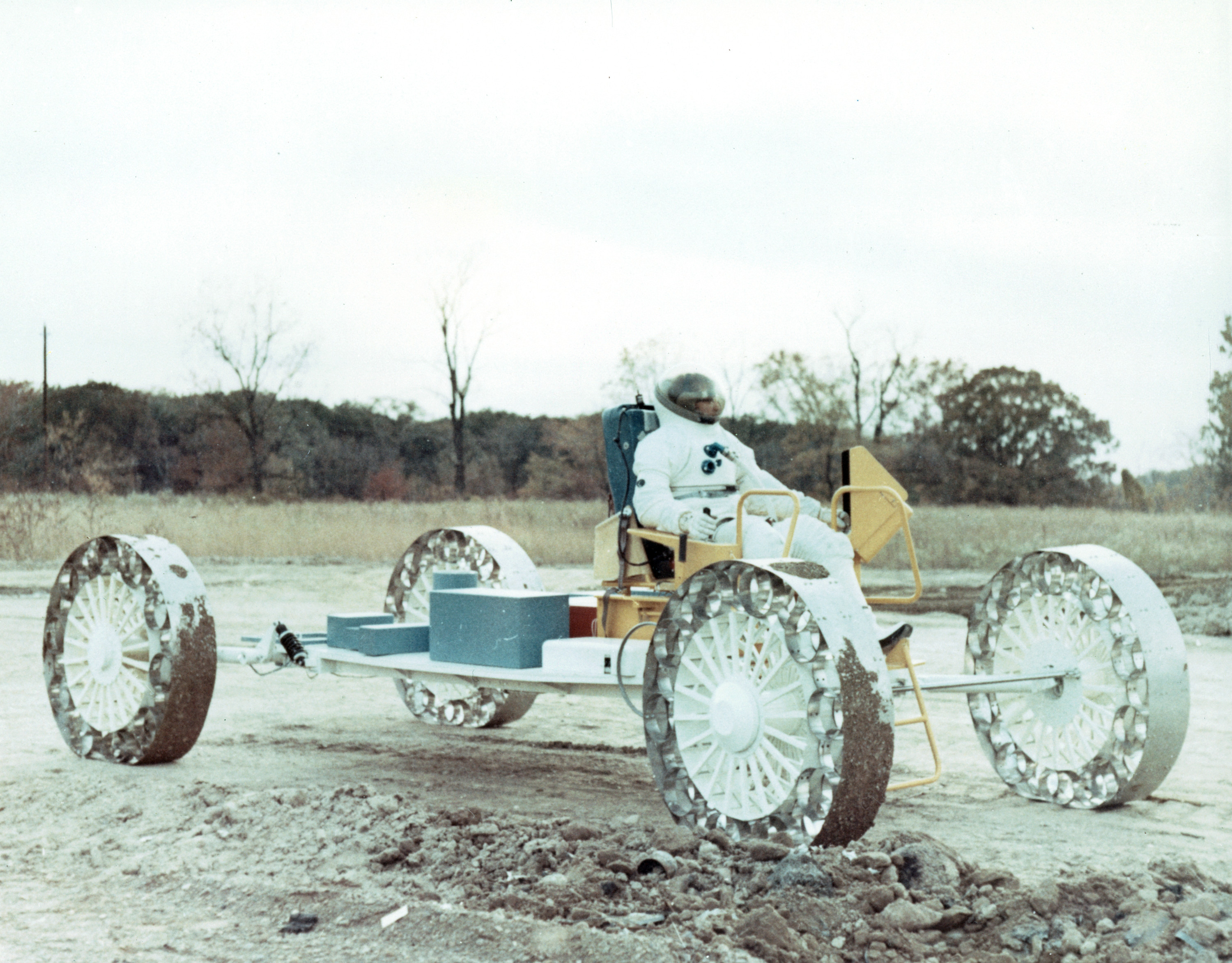
Тестування місячного автомобіля на трасі

Було шість місій Аполлона, які висадилися на Місяць: Аполлон 11, 12, 14, 15, 16 і 17. «Аполлон-13» був задуманий як посадка, але лише облетів Місяць і повернувся на Землю після того, як кисневий балон розірвався і перервав живлення в CSM. За винятком «Аполлона-11», усі місії несли пакет експериментів на поверхні Місяця «Аполлон» (ALSEP), що складається з обладнання для семи наукових експериментів, а також центральної станції дистанційного керування з радіоізотопним термоелектричним генератором (РТГ). Серед співдослідників були вчені з MSFC.

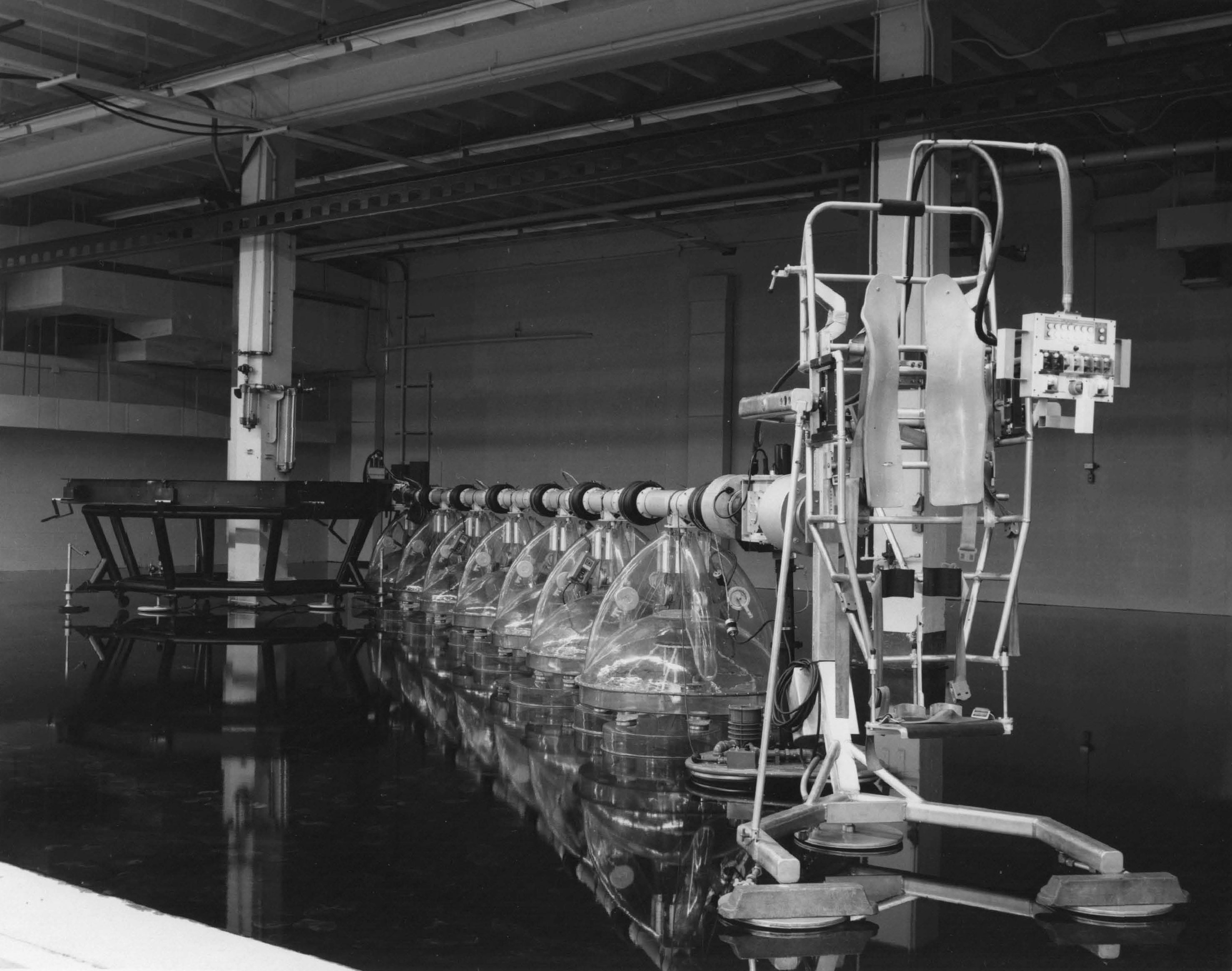
Інженери MSFC випробували цю шарнірну руку, розроблену, але не використану, для Skylab на об’єкті MSFC з плоскою підлогою.

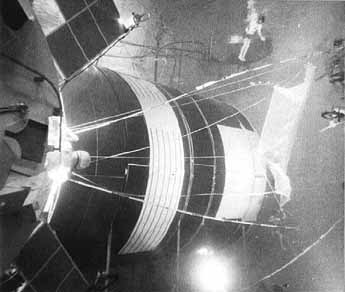
MSFC використовував установку нейтральної плавучості для тестування процедур Skylab. Тут інженери тестують процедури ремонту Skylab.

Програма застосування Apollo (AAP) включала науково обґрунтовані космічні місії з екіпажем із використанням надлишкового обладнання Apollo. Відсутність інтересу з боку Конгресу призвела до того, що більшість запропонованих заходів було скасовано, але орбітальний семінар залишався цікавим.  У грудні 1965 року MSFC було уповноважено розпочати орбітальний семінар як офіційний проєкт. На зустрічі в MSFC 19 серпня 1966 року Джордж Е. Мюллер, заступник адміністратора NASA з пілотованих космічних польотів, сформулював остаточну концепцію основних елементів. На MSFC було покладено відповідальність за розробку апаратного забезпечення орбітальної космічної станції, а також за загальну системну інженерію та інтеграцію.

#### Розробка космічного шаттла

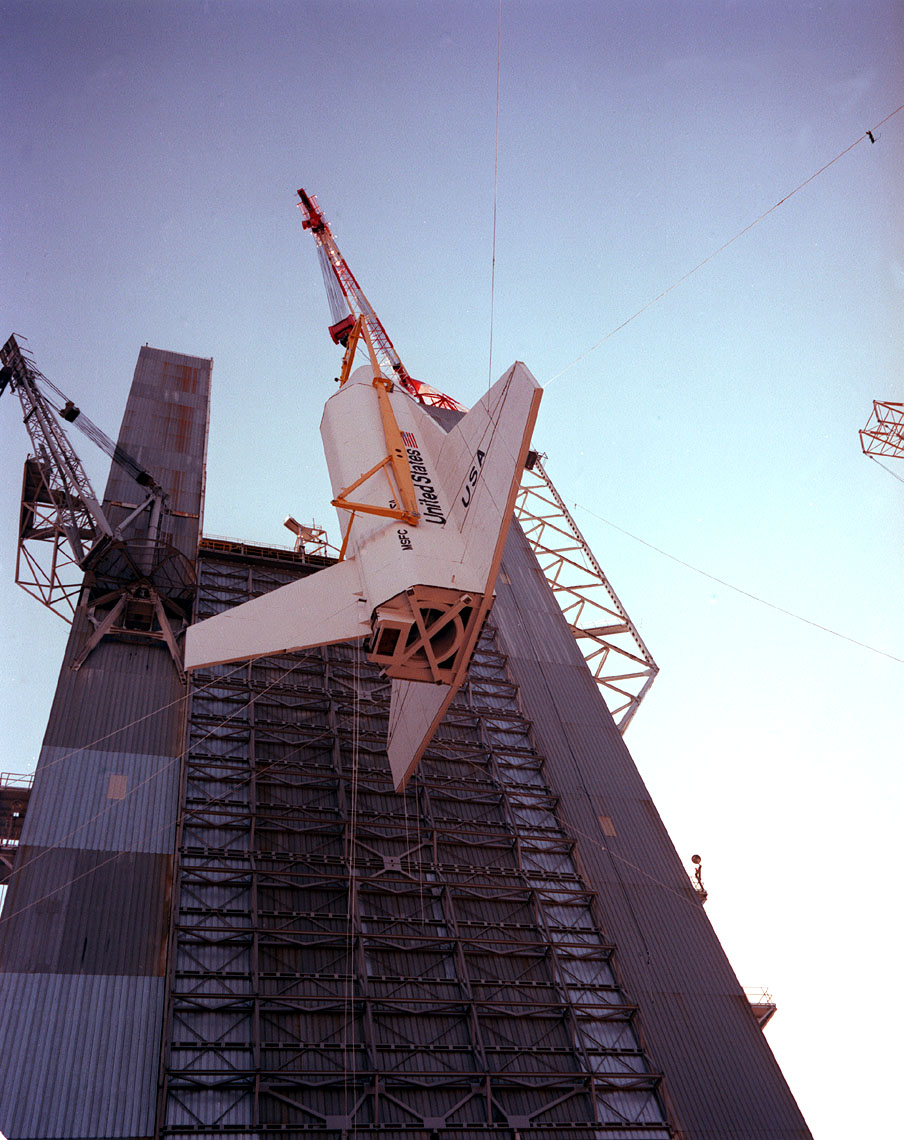
Кран піднімає Космічний Шаттл Pathfinder на динамічний випробувальний стенд Сатурн V у MSFC, щоб перевірити процедури підготовки до динамічного випробування Шаттлу Ентерпрайз.

5 січня 1972 року президент Річард М. Ніксон оголосив про плани розробити космічний човник багаторазового використання (STS) для регулярного доступу в космос. Шаттл складався з орбітального корабля (OV), що містив екіпаж і корисне навантаження, двох твердотільних ракетних прискорювачів (SRB) і зовнішнього бака (ET), який містив рідке паливо для головних двигунів OV. MSFC відповідав за SRB, три основні двигуни OV та ET. MSFC також відповідав за інтеграцію Спейслеб, багатофункціональної лабораторії, розробленої Європейським космічним агентством, яка перевозилася у вантажному відсіку шаттла під час деяких рейсів.

### 1980-ті та 1990-ті – початок ери Shuttle
Спейс Шаттл був найскладнішим космічним кораблем, коли-небудь побудованим. Від початку програми Шаттл у 1972 році управління та розробка двигунів космічних човників були основною діяльністю MSFC. Алекс А. МакКул-молодший був першим менеджером офісу проєктів космічних човників MSFC.
Протягом 1980 року інженери MSFC брали участь у випробуваннях, пов’язаних із планами запуску першого космічного човника. Під час цих перших випробувань і перед кожним наступним запуском Шаттла персонал у Хантсвільському центрі підтримки операцій спостерігав за консолями, щоб оцінити та допомогти вирішити будь-які проблеми під час запуску у Флориді, які можуть стосуватися руху Шаттла.
12 квітня 1981 року «Колумбія» здійснила перший орбітальний випробувальний політ з екіпажем з двох астронавтів. Це було позначено STS-1 (Space Transportation System-1) і перевірено комбіноване функціонування всієї системи. За STS-1 12 листопада пішов STS-2, демонструючи безпечний повторний запуск Колумбії. Протягом 1982 року були закінчені СТС-3 і СТС-4. STS-5, запущений 11 листопада, був першою оперативною місією; з чотирма астронавтами було розгорнуто два комерційні супутники. Під час усіх трьох цих польотів бортові експерименти проводилися на піддонах у вантажному відсіку шатла.
Шаттл Челленджер був запущений під час місії STS-51-L 28 січня 1986 року, що призвело до катастрофи шаттла «Челленджер» через одну хвилину і тринадцять секунд після початку польоту. Подальший аналіз високошвидкісних плівок стеження та телеметричних сигналів показав, що стався витік у з’єднанні на одному з твердотільних ракетних прискорювачів (SRB). Полум'я, що вирвалося, вдарилося по поверхні зовнішнього бака (ET), що призвело до знищення машини та загибелі екіпажу. Основною причиною катастрофи було визначено поломку ущільнювального кільця в правому SRB; цьому сприяла холодна погода. Було проведено модернізацію та широке тестування SRB. Залишок 1986 року та 1987 року місій космічних човників не було. Польоти відновилися у вересні 1988 року на STS-26.

### 2000-ті та 2010-ті – пізні Shuttle та наступники
MSFC є призначеним NASA розробником та інтегратором систем запуску. Сучасна дослідницька лабораторія двигунів є провідним національним ресурсом для передових досліджень космічних двигунів. Маршалл має інженерні можливості, щоб перевести космічні кораблі від початкової концепції до тривалої експлуатації. У 2008 році на заводі MSFC було встановлено найбільший у світі зварювальний апарат такого типу. він здатний створювати основні, бездефектні компоненти для космічних апаратів, оцінених людьми. 
На початку березня 2011 року штаб-квартира NASA оголосила, що MSFC очолить роботу над новою важкою ракетою, яка, як і Saturn V у програмі дослідження Місяця кінця 1960-х років, переноситиме великі корисні вантажі за межі низької навколоземної орбіти. MSFC має програмний офіс для системи космічного запуску (SLS).

### 2020-ті та близьке майбутнє
Центр космічних польотів Маршалла має можливості та проєкти, що підтримують місію NASA у трьох ключових сферах: підйом із Землі (космічні апарати), життя та робота в космосі (Міжнародна космічна станція) та розуміння нашого світу та за його межами (передові наукові дослідження).
Планується, що Міжнародна космічна станція працюватиме щонайменше до кінця 2030 року. Місії з екіпажем до МКС після виходу з експлуатації шаттлів у 2011 році залежали від російського космічного корабля «Союз», який має стати наступником або доповнити програму розвитку комерційного екіпажу.
17 квітня 2024 року, стартувала місія NASA Hi-C Flare з використанням інноваційної технології та нового алгоритму для прогнозування поведінки сонячних спалахів. Того ж ня, NASA успішно запустила з дослідницького полігону Poker Flat на Алясці (США) зондуючу ракету Black Brant IX для отримання детальних зображень Сонця. Дана місія знаменує собою значний прогрес у вивченні сонячних явищ із залученням багатьох інструментів і співпрацею кількох дослідницьких установ. Після місяців підготовки та років після останнього польоту, оновлена місія високої роздільної здатності Coronal Imager Flare (скорочено Hi-C Flare) піднялася в небо, щоб побачити сонячні спалахи, яких раніше не бачили. Камери з низьким рівнем шуму, створені в Центрі космічних польотів NASA імені Маршалла в Хантсвіллі, штат Алабама (США), стали частиною набору найсучасніших інструментів на борту зондуючої ракети. Використовуючи нову технологію, дослідники сподіваються вивчити екстремальні енергії, пов’язані з сонячними спалахами.